# Abans de Crist
El terme abans de Crist s'empra per referir i datar els anys i segles anteriors a l'era cristiana, que comença amb l'any convencional del naixement de Jesucrist. Encara que existeix controvèrsia sobre l'any de naixement de Jesucrist, això no és important per a la utilització del terme. Les poques dades disponibles apunten que aquesta data podria estar situada entre els anys 7 aC i el 4 aC.

## Abreviatures
Les abreviatures utilitzades d'acord amb les regles de formació d'abreviatures són:
- aC  ('abans de Crist')[1][2]
- a. de C.  ('abans de Crist')[3][4]

Les que segueixen també han estat utilitzades tot i que no estan recollides en cap diccionari o recull de criteris:
- a. de J. C.  ('abans de Jesucrist')
- a. J. C.  ('abans [de] Jesucrist')
- AEC  ('abans de l'Era Comuna'), acrònim aconfessional
- a. e. c.  ('abans de l'era comuna'), ídem anterior
  - És traducció de l'anglès BCE (Before Common Era: abans de l'Era Comuna)
  - Té el desavantatge de semblar que significa 'abans de l'era cristiana'
- ANE ('abans de Nostra Era') acrònim aconfessional infreqüent, però lliure d'ambigüitat. Al món gal, també s'usa  AEV  (abans de l'era vulgar) i  ev  (de l'era vulgar), com a alternativa laica a l'«abans de Crist» i «després de Crist».
- A. n. e.  ('abans de nostra era'), ídem anterior